# 崇圣祠

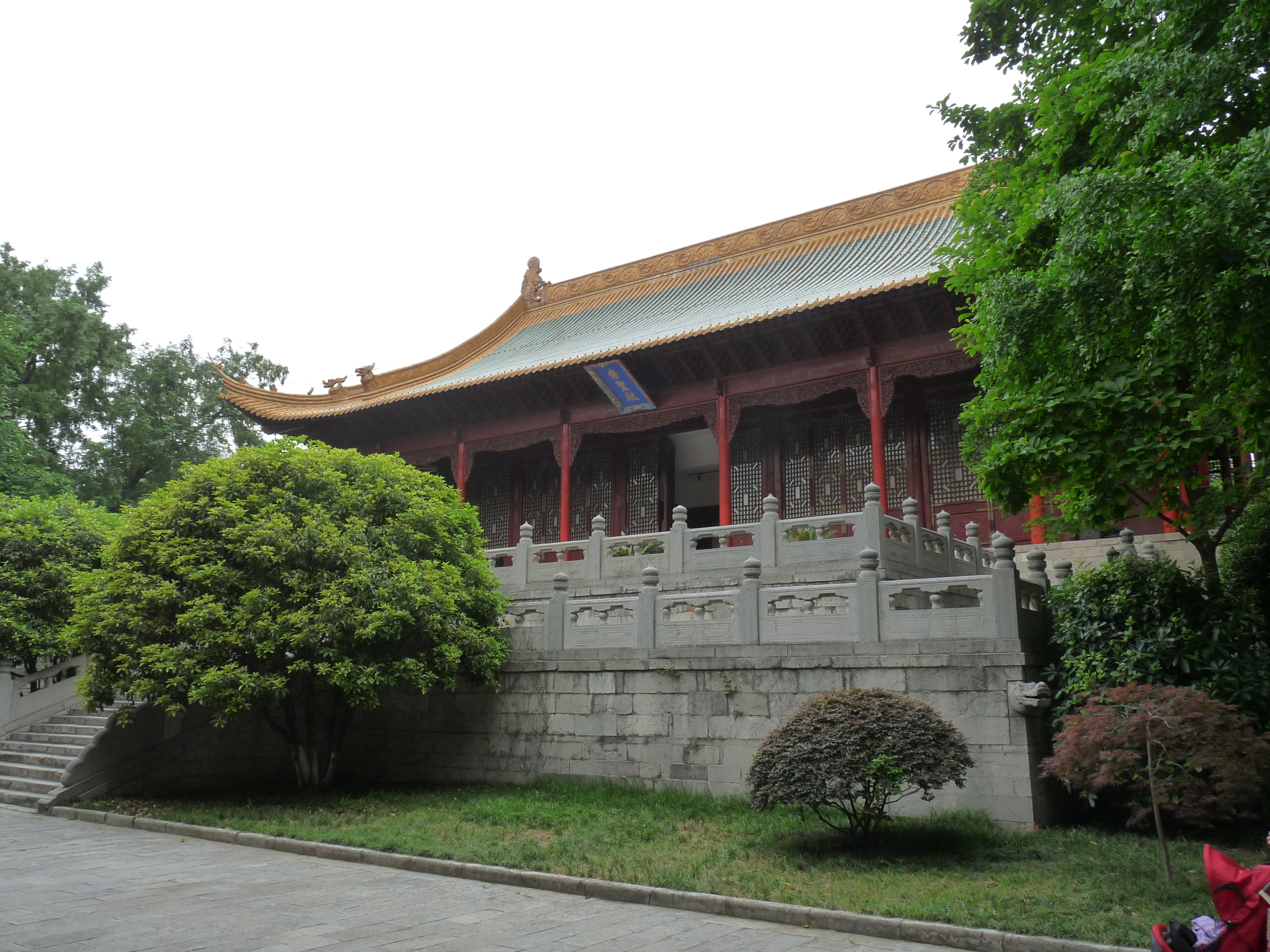
南京朝天宫（江宁文庙）的崇圣殿

崇圣祠、崇圣殿是东亚传统建筑孔庙中的殿宇，祭祀孔子五代祖先，并以四配之父及宋代理学家周、张、程、宋、蔡之父配享从祀。
明朝嘉靖九年（1530年），明朝政府令两京国子监并天下学校，各建启圣公祠，中祠叔梁纥，以颜回之父顏無繇、曾参之父曾点、孔伋之父孔鲤、孟子之父孟孙氏配享。程顥之父程珦、朱熹之父朱松、蔡元定从祀。万历二十三年（1595年），增加周敦颐之父周辅成从祀。清朝雍正元年(1723年)，雍正帝追封孔于上五代王爵，命将启圣祠改称崇圣祠以奉祀。